# Progressione del record mondiale della 4x200 m stile libero
La staffetta 4x200 m stile libero femminile è stata inserita nelle competizioni internazionali solamente a partire dal 1981; i record anteriori a quella data sono stati realizzati da club.
In vasca corta (25 metri) i record del mondo sono omologati dalla FINA dal 3 marzo 1991.

## Uomini

### Vasca lunga
| #  | Tempo   | + | Atleta                                                                                        | Nazionalità       | Data              | Evento                  | Luogo                         | Ref   |
| -- | ------- | - | --------------------------------------------------------------------------------------------- | ----------------- | ----------------- | ----------------------- | ----------------------------- | ----- |
| 1  | 10'55"6 |   | John Derbyshire, Paul Radmilovic, William Foster, Henry Taylor                                | Gran Bretagna     | 24 luglio 1908    | Giochi olimpici         | Londra, Regno Unito           |       |
| 2  | 10'26"4 | b | Ken Huszagh, Perry McGillivray, Harry Hebner, Duke Kahanamoku                                 | Stati Uniti       | 12 luglio 1912    | Giochi olimpici         | Stoccolma, Svezia             |       |
| 3  | 10'14"0 | b | Cecil Healy, Malcolm Champion, Leslie Boardman, Harold Hardwick                               | Australasia       | 12 luglio 1912    | Giochi olimpici         | Stoccolma, Svezia             |       |
| 4  | 10'11"6 |   | Cecil Healy, Malcolm Champion, Leslie Boardman, Harold Hardwick                               | Australasia       | 15 luglio 1912    | Giochi olimpici         | Stoccolma, Svezia             |       |
| 5  | 10'04"4 |   | Perry McGillivray, Pua Kela Kealoha, Norman Ross, Duke Kahanamoku                             | Stati Uniti       | 29 agosto 1920    | Giochi olimpici         | Anversa, Belgio               |       |
| 6  | 9'53"4  |   | Wally O'Connor, Harry Glancy, Ralph Breyer, Johnny Weissmuller                                | Stati Uniti       | 20 luglio 1924    | Giochi olimpici         | Parigi, Francia               |       |
| 7  | 9'49"6  |   | August Heitmann, Joachim Rademacher, Friedrich Berger, Herbert Heinrich                       | Germania          | 1927              | Campionati europei      | Bologna, Italia               |       |
| 8  | 9'38"8  | b | Paul Samson, Austin Clapp, David Young, Johnny Weissmuller                                    | Stati Uniti       | 11 agosto 1928    | Giochi olimpici         | Amsterdam, Paesi Bassi        |       |
| 9  | 9'36"2  |   | Austin Clapp, Walter Laufer, George Kojac, Johnny Weissmuller                                 | Stati Uniti       | 11 agosto 1928    | Giochi olimpici         | Amsterdam, Paesi Bassi        |       |
| 10 | 9'34"0  |   | András Wanié, László Szabados, András Székely, István Bárány                                  | Ungheria          | agosto 1931       | Campionati europei      | Parigi, Francia               |       |
| 11 | 8'58"4  |   | Yasuji Miyazaki, Masanori Yusa, Takashi Yokoyama, Hisakichi Toyoda                            | Giappone          | 9 agosto 1932     | Giochi olimpici         | Los Angeles, Stati Uniti      |       |
| 12 | 8'52"2  |   | Masanori Yusa, Shōzō Makino, S. Isiharada, H. Negami                                          | Giappone          | 19 agosto 1935    |                         | Tokyo, Giappone               |       |
| 13 | 8'51"5  |   | Masanori Yusa, Shigeo Sugiura, Masaharu Taguchi, Shigeo Arai                                  | Giappone          | 11 agosto 1936    | Giochi olimpici         | Berlino, Germania             |       |
| 14 | 8'46"0  |   | Walter Ris, James McLane, Wally Wolf, William Smith                                           | Stati Uniti       | 3 agosto 1948     | Giochi olimpici         | Londra, Regno Unito           |       |
| 15 | 8'45"4  |   | Yoshihiro Hamaguchi, S. Maruyama, S. Murayama, Hironoshin Furuhashi                           | Giappone          | 18 agosto 1949    |                         | Los Angeles, Stati Uniti      |       |
| 16 | 8'43"2  |   | W. Farnsworth, L. Munson, J. Blum, R. Reid                                                    | Stati Uniti       | 24 febbraio 1950  |                         | New Haven, Stati Uniti        |       |
| 17 | 8'40"6  |   | Yoshihiro Hamaguchi, S. Murayama, Shirō Hashizume, Hironoshin Furuhashi                       | Giappone          | 2 aprile 1950     |                         | Marília, Brasile              |       |
| 18 | 8'33"0  |   | Joseph Bernardo, Willy Blioch, Jean Boiteux, Alex Jany                                        | Francia           | 2 agosto 1951     |                         | Marsiglia, Francia            |       |
| 19 | 8'29"4  |   | Wayne Moore, James McLane, Donald Sheff, Dick Thoman                                          | Stati Uniti       | 16 febbraio 1952  |                         | New Haven, Stati Uniti        |       |
| 20 | 8'24"5  |   | Boris Nikitin, Vladimir Strushanov, Gennadi Nikolayev, Vitalij Sorokin                        | Unione Sovietica  | 4 novembre 1956   |                         | Mosca, Unione Sovietica       |       |
| 21 | 8'23"6  |   | Kevin O'Halloran, John Devitt, Murray Rose, Jon Henricks                                      | Australia         | 3 dicembre 1956   | Giochi olimpici         | Melbourne, Australia          |       |
| 22 | 8'21"6  |   | Tsuyoshi Yamanaka, Toshiro Umemoto, Makoto Fukui, Tatsuo Fujimoto                             | Giappone          | 22 luglio 1959    |                         | Tokyo, Giappone               |       |
| 23 | 8'18"7  |   | Tsuyoshi Yamanaka, Makoto Fukui, K. Kenjo, Tatsuo Fujimoto                                    | Giappone          | 26 luglio 1959    |                         | Osaka, Giappone               |       |
| 24 | 8'17"0  |   | Alan Somers, Peter Sintz, George Breen, Mike Troy                                             | Stati Uniti       | 23 luglio 1960    |                         | Toledo, Stati Uniti           |       |
| 25 | 8'16"6  |   | David Dickson, John Konrads, Jon Henricks, Murray Rose                                        | Australia         | 6 agosto 1960     |                         | Townsville, Australia         |       |
| 26 | 8'10"2  |   | George Harrison, Richard Blick, Mike Troy, Jeff Farrell                                       | Stati Uniti       | 1º settembre 1960 | Giochi olimpici         | Roma, Italia                  |       |
| 27 | 8'09"8  |   | Tatsuo Fujimoto, Yukiaki Okabe, Makoto Fukui, Tsuyoshi Yamanaka                               | Giappone          | 21 aprile 1963    |                         | Tokyo, Giappone               |       |
| 28 | 8'07"6  |   | Steve Clark, Robert Townsend, Don Schollander, Mike Wall                                      | Stati Uniti       | 10 agosto 1963    |                         | Chicago, Stati Uniti          |       |
| 29 | 8'03"7  |   | R. McDonough, Don Schollander, Roy Saari, Robert Townsend                                     | Stati Uniti       | 19 agosto 1963    |                         | Tokyo, Giappone               |       |
| 30 | 8'01"8  |   | Dave Lyons, Don Schollander, William Mettler, Mike Wall                                       | Stati Uniti       | 28 settembre 1964 |                         | Los Angeles, Stati Uniti      |       |
| 31 | 7'52"1  |   | Roy Saari, Gary Ilman, Don Schollander, Steve Clark                                           | Stati Uniti       | 18 ottobre 1964   | Giochi olimpici         | Tokyo, Giappone               |       |
| 32 | 7'50"8  |   | Greg Rogers, Mike Wenden, Graham White, Bill Devenish                                         | Australia         | 24 luglio 1970    |                         | Edimburgo, Regno Unito        |       |
| 33 | 7'48"0  |   | Gary Hall Sr., Mark Lambert, Tom McBreen, John Kinsella                                       | Stati Uniti       | 28 agosto 1970    |                         | Tokyo, Giappone               |       |
| 34 | 7'45"8  |   | Jerry Heidenreich, Frank Heckl, Steve Genter, Jim McConica                                    | Stati Uniti       | 9 agosto 1971     | Giochi panamericani     | Cali, Colombia                |       |
| 35 | 7'43"3  |   | Jerry Heidenreich, Tom McBreen, Mark Spitz, Fred Tyler                                        | Stati Uniti       | 10 settembre 1971 |                         | Minsk, Unione Sovietica       |       |
| 36 | 7'35"78 |   | John Kinsella, Fred Tyler, Steve Genter, Mark Spitz                                           | Stati Uniti       | 31 agosto 1972    | Giochi olimpici         | Monaco, Germania Ovest        |       |
| 37 | 7'33"22 |   | Robin Backhaus, Richard Klatt, Kurt Krumpholz, Jim Montgomery                                 | Stati Uniti       | 7 settembre 1973  | Campionati mondiali     | Belgrado, Jugoslavia          |       |
| 38 | 7'30"54 |   | Rex Favero, Bruce Furniss, Tim Shaw, Steve Furniss                                            | Stati Uniti       | 22 agosto 1975    |                         | Kansas City, Stati Uniti      |       |
| 39 | 7'30"33 | b | Mike Bruner, Bruce Furniss, Doug Northway, Tim Shaw                                           | Stati Uniti       | 21 luglio 1976    | Giochi olimpici         | Montréal, Canada              |       |
| 40 | 7'23"22 |   | Mike Bruner, Bruce Furniss, John Naber, Jim Montgomery                                        | Stati Uniti       | 21 luglio 1976    | Giochi olimpici         | Montréal, Canada              |       |
| 41 | 7'20"82 |   | Rowdy Gaines, Bruce Furniss, Bill Forrester, Bobby Hackett                                    | Stati Uniti       | 24 agosto 1978    | Campionati mondiali     | Berlino Ovest, Germania Ovest |       |
| 42 | 7'20"40 |   | Andreas Schmidt, Michael Groß, Alexander Schowtka, Thomas Fahrner                             | Germania Ovest    | 23 agosto 1983    | Campionati europei      | Roma, Italia                  |       |
| 43 | 7'18"87 | b | David Larson, Bruce Hayes, Richard Saeger, Geoffrey Gaberino                                  | Stati Uniti       | 30 luglio 1984    | Giochi olimpici         | Los Angeles, Stati Uniti      |       |
| 44 | 7'15"69 |   | Michael Heath, David Larson, Jeff Float, Bruce Hayes                                          | Stati Uniti       | 30 luglio 1984    | Giochi olimpici         | Los Angeles, Stati Uniti      |       |
| 45 | 7'13"10 |   | Rainer Henkel, Michael Groß, Thomas Fahrner, Peter Sitt                                       | Germania Ovest    | 19 agosto 1987    | Campionati europei      | Strasburgo, Francia           |       |
| 46 | 7'12"51 |   | Troy Dalbey, Matthew Cetlinski, Doug Gjertsen, Matt Biondi                                    | Stati Uniti       | 21 settembre 1988 | Giochi olimpici         | Seul, Corea del Sud           |       |
| 47 | 7'11"95 |   | Dmitrij Lepikov, Vladimir Pyšnenko, Veniamin Tajanovič, Evgenij Sadovyj                       | Squadra Unificata | 27 luglio 1992    | Giochi olimpici         | Barcellona, Spagna            |       |
| 48 | 7'11"86 |   | Ian Thorpe, Daniel Kowalski, Matthew Dunn, Michael Klim                                       | Australia         | 13 settembre 1998 | Giochi del Commonwealth | Kuala Lumpur, Malaysia        |       |
| 49 | 7'08"79 |   | Ian Thorpe, William Kirby, Grant Hackett, Michael Klim                                        | Australia         | 25 agosto 1999    | Campionati panpacifici  | Sydney, Australia             |       |
| 50 | 7'07"05 |   | Ian Thorpe, Michael Klim, Todd Pearson, William Kirby                                         | Australia         | 19 settembre 2000 | Giochi olimpici         | Sydney, Australia             |       |
| 51 | 7'04"66 |   | Grant Hackett, Michael Klim, William Kirby, Ian Thorpe                                        | Australia         | 27 luglio 2001    | Campionati mondiali     | Fukuoka, Giappone             |       |
| 52 | 7'03"24 |   | Michael Phelps, Ryan Lochte, Klete Keller, Peter Vanderkaay                                   | Stati Uniti       | 30 marzo 2007     | Campionati mondiali     | Melbourne, Australia          |       |
| 53 | 6'58"56 |   | Michael Phelps, Ryan Lochte, Ricky Berens, Peter Vanderkaay                                   | Stati Uniti       | 13 agosto 2008    | Giochi olimpici         | Pechino, Cina                 |       |
| 54 | 6'58"55 |   | Michael Phelps (1'44"49) Ricky Berens (1'44"13) David Walters (1'45"47) Ryan Lochte (1'44"46) | Stati Uniti       | 31 luglio 2009    | Campionati mondiali     | Roma, Italia                  | [ 1 ] |

Legenda: Ref - Referto della gara;
Record non ottenuti in finale: (b) - batteria; (sf) - semifinale; (s) - staffetta prima frazione.

### Vasca corta
| #  | Tempo   | + | Atleta | Nazionalità | Data              | Evento                 | Luogo                      | Ref   |
| -- | ------- | - | --- | ----------- | ----------------- | ---------------------- | -------------------------- | ----- |
| 1  | 7'02"74 |   | Michael Klim, Grant Hackett, William Kirby, Matthew Dunn                                                         | Australia   | aprile 1997       | Campionati mondiali    | Göteborg, Svezia           |       |
| 2  | 7'01"60 |   | Michael Klim, Matthew Dunn, William Kirby, Todd Pearson                                                          | Australia   | 1º settembre 1999 | Campionati australiani | Canberra, Australia        |       |
| 3  | 7'01"33 |   | Josh Davis, Neil Walker, Scott Tucker, Chad Carvin                                                               | Stati Uniti | 17 marzo 2000     | Campionati mondiali    | Atene, Grecia              |       |
| 4  | 6'56"41 |   | William Kirby, Ian Thorpe, Michael Klim, Grant Hackett                                                           | Australia   | 7 agosto 2001     | Campionati australiani | Perth, Australia           |       |
| 5  | 6'52"66 |   | Kirk Palmer, Grant Hackett, Grant Brits, Kenrick Monk                                                            | Australia   | 31 agosto 2007    | Campionati australiani | Melbourne, Australia       |       |
| 6  | 6'51"05 |   | Colin Russell, Stefan Hirniak, Brent Hayden, Joel Greenshields                                                   | Canada      | 7 agosto 2009     | British Grand Prix     | Leeds, Regno Unito         |       |
| 7  | 6'49"04 |   | Nikita Lobincev (1'42"10) Danila Izotov (1'42"15) Evgenij Lagunov (1'42"32) Aleksandr Suchorukov (1'42"47)       | Russia      | 16 dicembre 2010  | Campionati mondiali    | Dubai, Emirati Arabi Uniti | [ 2 ] |
| 8  | 6'46"81 |   | Luiz Altamir Melo (1'42"03) Fernando Scheffer (1'40"99) Leonardo Coelho Santos (1'42"81) Breno Correia (1'40"98) | Brasile     | 14 dicembre 2018  | Campionati mondiali    | Hangzhou, Cina             | [ 3 ] |
| 9  | 6'44"12 |   | Kieran Smith (1'41"04) Carson Foster (1'40"48) Trenton Julian (1'41"44) Drew Kibler (1'41"16)                    | Stati Uniti | 16 dicembre 2022  | Campionati mondiali    | Melbourne, Australia       |       |
| 10 | 6'40"51 |   | Luke Hobson (1'38"91) Carson Foster (1'40"77) Shaine Casas (1'40"34) Kieran Smith (1'40"49)                      | Stati Uniti | 13 dicembre 2024  | Campionati mondiali    | Budapest, Ungheria         |       |

Legenda: Ref - Referto della gara;
Record non ottenuti in finale: (b) - batteria; (sf) - semifinale; (s) - staffetta prima frazione.

## Donne

### Vasca lunga
| #                                            | Tempo   | + | Atleta                                                                                              | Nazionalità  | Data           | Evento              | Luogo                  | Ref   |
| -------------------------------------------- | ------- | - | --------------------------------------------------------------------------------------------------- | ------------ | -------------- | ------------------- | ---------------------- | ----- |
| -                                            | 11'10"0 |   | (Crystal Plunge)                                                                                    | Stati Uniti  | 1946           |                     | Stati Uniti            |       |
| -                                            | 11'02"6 |   | (Crystal Plunge)                                                                                    | Stati Uniti  | 1947           |                     | Stati Uniti            |       |
| -                                            | 10'37"4 |   | (Hawai Swim Club)                                                                                   | Stati Uniti  | 1950           |                     | Stati Uniti            |       |
| -                                            | 10'24"9 |   | (Walter Reed SC)                                                                                    | Stati Uniti  | 1953           |                     | Stati Uniti            |       |
| -                                            | 10'18"7 |   | (Fort Lauderdale SA)                                                                                | Stati Uniti  | 1954           |                     | Stati Uniti            |       |
| -                                            | 10'10"3 |   | (Walter Reed SC)                                                                                    | Stati Uniti  | 1955           |                     | Stati Uniti            |       |
| -                                            | 10'09"8 |   | (Walter Reed SC)                                                                                    | Stati Uniti  | 1956           |                     | Stati Uniti            |       |
| -                                            | 9'08"8  |   | (Santa Clara SC)                                                                                    | Stati Uniti  | 1964           |                     | Stati Uniti            |       |
| -                                            | 9'00"1  |   | (City of Commerce)                                                                                  | Stati Uniti  | 1965           |                     | Stati Uniti            |       |
| -                                            | 8'55"4  |   | (Santa Clara SC)                                                                                    | Stati Uniti  | 1966           |                     | Stati Uniti            |       |
| -                                            | 8'53"0  |   | (Santa Clara SC)                                                                                    | Stati Uniti  | 1967           |                     | Stati Uniti            |       |
| -                                            | 8'45"2  |   | (Arden Hills SC)                                                                                    | Stati Uniti  | 1968           |                     | Stati Uniti            |       |
| -                                            | 8'42"3  |   | (Arden Hills SC)                                                                                    | Stati Uniti  | 1969           |                     | Stati Uniti            |       |
| -                                            | 8'35"52 |   | (Lakewood AC)                                                                                       | Stati Uniti  | 1971           |                     | Stati Uniti            |       |
| -                                            | 8'30"23 |   | (Mission Viejo)                                                                                     | Stati Uniti  | 1974           |                     | Stati Uniti            |       |
| -                                            | 8'25"60 |   | (Mission Viejo)                                                                                     | Stati Uniti  | 1975           |                     | Stati Uniti            |       |
| -                                            | 8'21"40 |   | (Central Jersey AC)                                                                                 | Stati Uniti  | 1976           |                     | Stati Uniti            |       |
| -                                            | 8'20"55 |   | (Mission Viejo)                                                                                     | Stati Uniti  | 1977           |                     | Stati Uniti            |       |
| -                                            | 8'17"06 |   | (Mission Viejo)                                                                                     | Stati Uniti  | 1979           |                     | Stati Uniti            |       |
| -                                            | 8'14"76 |   | (Longhorn Aquatics)                                                                                 | Stati Uniti  | 1980           |                     | Stati Uniti            |       |
| -                                            | 8'13"07 |   | (Cinci Marlins)                                                                                     | Stati Uniti  | 1980           |                     | Stati Uniti            |       |
| -                                            | 8'07"44 |   | (Mission Viejo)                                                                                     | Stati Uniti  | 1981           |                     | Stati Uniti            |       |
| Record riconosciuti ufficialmente dalla FINA |         |   | |              |                |                     |                        |       |
| 1                                            | 8'02"27 |   | Astrid Strauß, Birgit Meineke, Cornelia Sirch, Kristin Otto                                         | Germania Est | 22 agosto 1983 | Campionati europei  | Roma, Italia           |       |
| 2                                            | 7'59"33 |   | Astrid Strauß, Nadja Bergknecht, Manuela Stellmach, Heike Friedrich                                 | Germania Est | 17 agosto 1986 | Campionati mondiali | Madrid, Spagna         |       |
| 3                                            | 7'55"47 |   | Manuela Stellmach, Astrid Strauß, Anke Möhring, Heike Friedrich                                     | Germania Est | 18 agosto 1987 | Campionati europei  | Strasburgo, Francia    |       |
| 4                                            | 7'53"42 |   | Natalie Coughlin, Carly Piper, Dana Vollmer, Kaitlin Sandeno                                        | Stati Uniti  | 18 agosto 2004 | Giochi olimpici     | Atene, Grecia          |       |
| 5                                            | 7'50"82 |   | Petra Dallmann, Daniela Samulski, Britta Steffen, Annika Liebs                                      | Germania     | 3 agosto 2006  | Campionati europei  | Budapest, Ungheria     |       |
| 6                                            | 7'50"09 |   | Natalie Coughlin, Dana Vollmer, Lacey Nymeyer, Katie Hoff                                           | Stati Uniti  | 29 marzo 2007  | Campionati mondiali | Melbourne, Australia   |       |
| 7                                            | 7'44"31 |   | Stephanie Rice, Bronte Barratt, Kylie Palmer, Linda Mackenzie                                       | Australia    | 14 agosto 2008 | Giochi olimpici     | Pechino, Cina          |       |
| 8                                            | 7'42"08 |   | Yang Yu (1'55"47) Zhu Qianwei (1'55"79) Liu Jing (1'56"09) Pang Jiaying (1'54"73)                   | Cina         | 30 luglio 2009 | Campionati mondiali | Roma, Italia           | [ 4 ] |
| 9                                            | 7'41"50 |   | Ariarne Titmus (1'54"27) Madison Wilson (1'56"73) Brianna Throssell (1'55"60) Emma McKeon (1'54"90) | Australia    | 25 luglio 2019 | Campionati mondiali | Gwangju, Corea del Sud | [ 5 ] |
| 10                                           | 7'40”33 |   | Yang Junxuan(1'54”37) Tang Muhan (1'55”00) Zhang Yufei (1'55”66) Li Bingjie (1'55"30)               | Cina         | 29 luglio 2021 | Giochi olimpici     | Tokyo, Giappone        | [ 6 ] |

Legenda: Ref - Referto della gara;
Record non ottenuti in finale: (b) - batteria; (sf) - semifinale; (s) - staffetta prima frazione.

### Vasca corta
| #  | Tempo   | + | Atleta | Nazionalità   | Data             | Evento               | Luogo                      | Ref   |
| -- | ------- | - | --- | ------------- | ---------------- | -------------------- | -------------------------- | ----- |
| 1  | 7'52"45 |   | Shan Ying, Zhou Guanbin, Le Jingyi, Bin Lu                                                                    | Cina          | dicembre 1993    | Campionati mondiali  | Palma di Maiorca, Spagna   |       |
| 2  | 7'51"92 |   | Lu Na Wang, Yin Nian, Chen Yan, Shan Ying                                                                     | Cina          | aprile 1997      | Campionati mondiali  | Göteborg, Svezia           |       |
| 3  | 7'51"70 |   | Josefin Lillhage, Louise Jöhncke, Johanna Sjöberg, Malin Svahnström                                           | Svezia        | 1º aprile 1999   | Campionati mondiali  | Hong Kong, Cina            |       |
| 4  | 7'49"11 |   | Claire Huddart, Nicola Jackson, Karen Legg, Karen Pickering                                                   | Gran Bretagna | 16 marzo 2000    | Campionati mondiali  | Atene, Grecia              |       |
| 5  | 7'47"14 |   | Karen Legg, Janine Belton, Nicola Jackson, Karen Pickering                                                    | Gran Bretagna | 10 agosto 2001   | Campionati nazionali | Norwich, Regno Unito       |       |
| 6  | 7'46"30 |   | Xu Yanwei, Zhu Yingwen, Tang Jingzhi, Yang Yu                                                                 | Cina          | 3 aprile 2002    | Campionati mondiali  | Mosca, Russia              |       |
| 7  | 7'38"90 |   | Inge Dekker, Femke Heemskerk, Marleen Veldhuis, Ranomi Kromowidjojo                                           | Paesi Bassi   | 9 aprile 2008    | Campionati mondiali  | Manchester, Regno Unito    |       |
| 8  | 7'35"94 |   | Chen Qian, Tang Yi, Liu Jing, Zhu Qianwei                                                                     | Cina          | 15 dicembre 2010 | Campionati mondiali  | Dubai, Emirati Arabi Uniti |       |
| 9  | 7'32"85 |   | Inge Dekker (1'54"73) Femke Heemskerk (1'51"22) Ranomi Kromowidjojo (1'54"17) Sharon van Rouwendaal (1'52"73) | Paesi Bassi   | 3 dicembre 2014  | Campionati mondiali  | Doha, Qatar                | [ 7 ] |
| 10 | 7'30"87 |   | Madison Wilson(1:53.13) Mollie O'Callaghan (1'52"83) Lia Neale (1'52"67) Lani Pallister (1'52"24)             | Australia     | 12 dicembre 2022 | Campionati mondiali  | Melbourne, Australia       | [ 8 ] |
| 11 | 7'30"13 |   | Alexandra Walsh (1'53"25) Paige Madden (1'53"18) Katie Grimes (1'53"39) Claire Weinstein (1'50"31)            | Stati Uniti   | 12 dicembre 2024 | Campionati mondiali  | Budapest, Ungheria         |       |

Legenda: Ref - Referto della gara;
Record non ottenuti in finale: (b) - batteria; (sf) - semifinale; (s) - staffetta prima frazione.